# Sawako Agawa
Sawako Agawa (japanisch 阿川 佐和子; * 1. November 1953 in Tōkyō) ist eine japanische Schriftstellerin, Essayistin und Moderatorin. Sie ist vor allem bekannt für ihre Romane und Essays sowie ihre Tätigkeit als Moderatorin in verschiedenen Fernsehprogrammen. Ihr bekanntestes Werk ist der Essayband Kiku chikara (聞く力, Die Fähigkeit des Zuhörens), der sich mit der Kunst des Zuhörens beschäftigt.

## Leben
Agawa wurde als Tochter des bekannten Schriftstellers Hiroyuki Agawa in Tōkyō geboren. Ihre Kindheit verbrachte sie unter anderem in Hiroshima und zog später zurück nach Tōkyō, wo sie die Grundschule und das Gymnasium besuchte. Sie studierte an der Keio-Universität und schloss ihr Studium im Fachbereich westliche Geschichte ab.
Nach ihrem Abschluss begann sie zunächst eine Karriere als Reporterin und arbeitete bei verschiedenen japanischen Fernsehprogrammen, bevor sie 1989 als Moderatorin für die Nachrichtensendung NEWS23 mit Tetsuya Chikushi bekannt wurde. Ab 1998 begann sie, ihre Talente als Moderatorin auch in Unterhaltungssendungen zu zeigen, was ihr zu großer Beliebtheit verhalf. 2011 moderierte sie die Sendung Sawako no asa (佐和子の朝, Morgens mit Sawako), die lange Jahre erfolgreich lief.
Neben ihrer Tätigkeit als Moderatorin ist Agawa auch als Schriftstellerin aktiv. Ihre Werke umfassen hauptsächlich Essays, in denen sie persönliche Erlebnisse, gesellschaftliche Beobachtungen und kulturelle Themen verarbeitet. 2012 wurde ihr Buch Kiku chikara (聞く力, Die Fähigkeit des Zuhörens) mit über einer Million verkaufter Exemplare ein Millionen-Bestseller.

## Werke (Auswahl)

### Romane und Essays
- Umeko (ウメ子, Umeko), 2002
- Konyaku no ato de (婚約のあとで, Nach der Verlobung), 2010
- Kiku Chikara – Kokoro o hiraku 35 no hinto (聞く力―心をひらく35のヒント, Die Fähigkeit des Zuhörens – 35 Tipps, um das Herz zu öffnen), 2012
- Seigi no se (正義のセ, Die Gerechtigkeit), 2013
- Sawako no asa (サワコの朝, Morgens mit Sawako), 2015
- Agawa-ryū ikiru pinto (アガワ流生きるピント, Agawas Stil: Tipps zum Leben), 2021
- Hanasu chikara – Kokoro o tsukamu 44 no hinto (話す力 心をつかむ44のヒント, Die Fähigkeit des Sprechens – 44 Tipps, um das Herz zu gewinnen), 2023

### TV-Auftritte
Agawa ist seit den frühen 1980er Jahren als TV-Moderatorin aktiv und hat in zahlreichen Sendungen mitgewirkt:
- 1981–1990: Asa no Hot Line (朝のホットライン, Hotline am Morgen) – Reporterin
- 1983–1989: Jōhō Desk Today (情報デスクToday, Informationsdesk Today) – Assistentin
- 1998–heute: Bīto Takeshi no TV Takkuru (ビートたけしのTVタックル, Takeshi Kitano's TV-Tackle) – Moderatorin
- 2011–2021: Sawako no Asa (サワコの朝, Morgens mit Sawako) – Moderatorin

## Auszeichnungen
- 2008 – Shimada Literaturpreis für Liebesgeschichten für Konyaku no ato de
- 2014 – Kikuchi-Kan-Preis für die Interviewreihe Agawa Sawako no kono hito ni aitai (阿川佐和子側のこの人に会いたい, Diese Person möchte ich treffen von Sawako Agawa) im Wochenmagazin Shūkan Bunshun, die 2014 die 1000. Ausgabe erreichte
- 2018 – Hashida-Preis (橋田賞)[3] für ihre Moderation der Talkshow Sawako no asa sowie ihre schauspielerische Leistung in der Fernsehserie Rikuō

Quelle: World of Literary Prizes

## Familie und Privatleben
Sawako Agawa ist seit 2017 mit einem ehemaligen Universitätsprofessor verheiratet. Ihre Familie ist eng mit der japanischen Literaturszene verbunden, da ihr Vater, Hiroyuki Agawa, ein bekannter Schriftsteller war.